# Phạm Văn Thụ

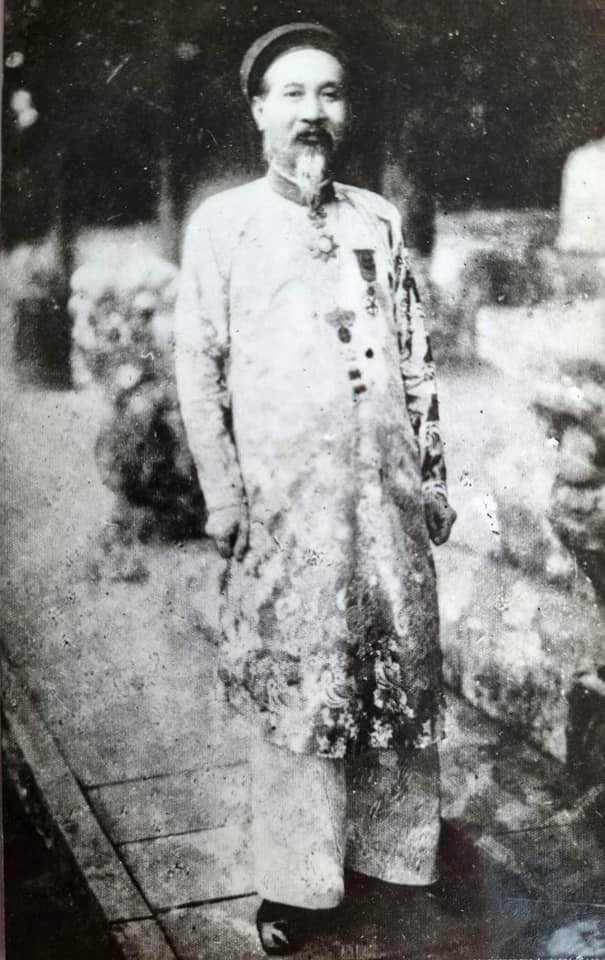
Chân dung ông Pham Văn Thụ

Phạm Văn Thụ (范文樹, 1866 - 1930), tự Đàn Viên (檀園), là một đại thần triều Nguyễn trong lịch sử Việt Nam. Trước đây, ông từng bị đánh giá là người "tiêu cực", là người "có vấn đề"; nhưng hiện nay ông đã được nhìn nhận là một nhà văn, một chí sĩ, và là một viên quan "yêu nước, thương dân, giản dị và cương trực".

## Tiểu sử
Ông là người xã Bạch Sam, huyện Mỹ Hào (nay là phường Bạch Sam, thị xã Mỹ Hào), tỉnh Hưng Yên.
Xuất thân trong một gia đình nhà nho nghèo, nhưng ông Thụ rất có chí học tập. Theo hồi ký của ông, thì lúc trai trẻ, ông từng được gặp lãnh tụ Tán Thuật (Nguyễn Thiện Thuật). Được cụ khuyên đại ý là: "...đi học phải thi đỗ, phải ra làm quan, nhưng làm quan không phải để vinh thân phì gia, mà phải vì dân", và ông Thụ đã nghe theo.
Năm 20 tuổi, ông thi đỗ Tú tài. Sau đó, ông vừa làm (dạy học) vừa học. Năm Tân Mão (1891) dưới triều vua Thành Thái, ông thi đỗ Cử nhân tại trường Hương Nam Định.
Năm Nhâm Thìn (1892), ông vào Huế thi, và đỗ Phó bảng cùng khoa với Nguyễn Thượng Hiền (đỗ Hoàng giáp).
Được bổ đến làm việc ở tỉnh Thái Bình, ông lần lượt thăng tiến từ Tri huyện đến Tri phủ (Kiến Xương). Sau khi được cử làm Án sát Thái Bình, Tổng đốc Bắc Ninh, Tổng đốc Nam Định, ông nhận lệnh vào làm việc tại triều đình Huế.
Ở nơi ấy, ông lần lượt giữ chức Thượng thư bộ Hộ, Thượng thư bộ Binh, và được sung làm Cơ mật viện đại thần. Ngoài ra, ông cũng từng làm "chân đọc đơn từ" trong Sở Liêm phóng (tức Sở mật thám) của người Pháp ở Bắc Bộ vào năm 1908-1910.
Trong những năm cuối đời, ông được phong hàm Thái tử thiếu bảo, Đông các học sĩ, và được tước nam.
Dưới triều vua Bảo Đại, Phó bảng Phạm Văn Thụ qua đời ngày 7 tháng 7 năm 1930 (Canh Ngọ) tại quê nhà, thọ 65 tuổi (tuổi ta).

## Tác phẩm
Phó bảng Phạm Văn Thụ đã để lại:
- Thái Bình thông chí (địa chí bằng chữ Hán)[3].
- Đàn viên ký ức lục (văn chữ Nôm)[4].Đàn viên ký ức lục là tập hồi ký gần một nghìn trang viết tay bằng chữ Nôm của một tác gia Hán Nôm hồi đầu thế kỷ XX. Ông tên là Phạm Văn Thụ, tự Đàn Viên, hiệu Đông Bạch Phái, người làng Bạch Sam, huyện Mỹ Hào, nay thuộc tỉnh Hưng Yên. Năm Thành Thái thứ tư (1892), ông đậu Phó bảng, rồi làm tri huyện các huyện Thư Trì, Thần Khê, Duyên Hà, Phụ Dực, Tri phủ Kiến Xương, Tiên Hưng thuộc Thái Bình. Sau đó ông được thăng Tuần phủ Phúc Yên. Sau vụ Tuần phủ Nguyễn Duy Hàn bị ám sát trước dinh thự Thái Bình ngày mùng 6 tháng 2 năm Quý Sửu (13-3-1913), Phạm Văn Thụ được thăng Tổng đốc Thái Bình. Tháng 8 – 1923, ông vào Huế làm Thượng thư Bộ Hộ dưới triều Khải Định. Tháng 6 năm 1926, Phạm Văn Thụ về hưu ở quê làng Bạch Sam.Khi còn làm quan ông từng viết sách Thái Bình tỉnh thông chí, An Nam sơ học sử lược dịch, và đề tựa, viết lời bạt một số sách như Trung học Việt sử toát yếu, Việt sử tam tự tân ước toàn biên, Quốc triều luật học giản yếu... v.vSau khi hưu quan, ông để thời gian viết bản thảo Đàn Viên ký ức lục này. Tập bản thảo không chỉ viết về tiểu sử cá nhân, gia đình, quê hương tác giả, mà điều quan trọng là nhiều sự kiện chính trị xã hội của địa phương nơi ông làm quan được kể lại với tình cảm cởi mở, chân thành, làm rõ nhiều vấn đề lâu nay còn nghi hoặc.Có lẽ rất ít tác gia Hán Nôm hồi đầu thế kỷ trước, có được tiểu sử cụ thể, tỉ mỉ như Phạm Văn Thụ tự thuật về mình trong Đàn Viên ký ức lục. Mở đầu ông viết “Ta sinh năm Bính Dần, ngày 18-5, hoàng hiệu Tự Đức năm thứ 19 (tức dương lịch 30-6-1866). Thuở bé mệnh danh là Phạm Văn Trúc, theo tục phối với tên thân huynh ta cho dễ nhận. Năm 21 tuổi, gặp kỳ Bính Tuất ân khoa, hoàng hiệu Đồng Khánh nguyên niên (1886), chưa kịp tục bộ, đội tên làng là Phạm Văn Viên, ứng thí trúng Tú tài. Cách khoa Mậu Tý (1888) đến khoa Tân Mão (1891), cải chính là Phạm Văn Thụ, thi trúng Cử nhân. Khoa hội Nhâm Thìn (1892) liền trúng Phó bảng. Đương buổi phong trào thay đổi, đúng câu thơ cổ:Giang sơn phong cảnh còn nguyên đó,Thành quách nhân dân đã khác rồi.Chính khi ta ứng hạch, quán chỉ còn đề theo hạt tân thiết là Đạo Địch Lâm. Khi nộp quyển vào trường lại được gửi về tỉnh Hải Dương cũ. Đến khi thành mệnh Cử nhân, mới cải sáp sang tỉnh Hưng Yên.Nước non vẫn nước non nhà,Gò cây in dấu ông bà mở mang.Chỉ đáng nực cười trong thời kỳ ngoài hai mươi tuổi mà cái huy hiệu ta, nào Khoá Trúc, nào Tú Viên, nào Cử Thụ, nào Bảng Thụ, thay hình đổi dạng đến đôi ba lần, an nhiên không lấy làm phiền, cũng chưa vượt khỏi ra ngoài không khí tập quán vậy. Ta vốn tính đã đa sầu, đa cảm, cuộc đời lại bán cựu bán tân, có dám đâu thừa nước mắt khóc người xưa, cũng học đòi ăn cơm mới nói chuyện cũ”.Khi làm Tri phủ Kiến Xương, ông được chứng kiến vụ tập hợp nghĩa binh của sư chùa Lãng Đông tiến lên thị xã toan đánh chiếm các dinh thự của công sứ Davis và Tuần phủ Vương Hữu Bình. Ông nhận xét “hạt Kiến Xương là nơi phồn kịch, khó cai trị nhất tỉnh Thái Bình. Ta ở mới gần một năm, quan dân yên vui, không điệp đổi làm huyền ca, đương có cái cảm tình điền trù tử đệ. Bỗng đâu kỳ tháng một, năm Đinh Dậu (Thành Thái cửu niên, tức tây lịch 1897) nổi biến Mạc Thiên Binh.Hết thẩy toàn kỳ, hại nhất là Hải Dương, Hải Phòng, vì có can đến tính mệnh người Tây. Vậy dân mắc phải một phan kỳ thảm. Phủ, huyện nào hoặc hạt dân tiềm khởi, hoặc Thiên Binh kinh quá, người thì cách, người thì phát vãng. Quan huyện Thủy Nguyên Nguyễn Ngọc Kiểm, quan phủ Kiến Thụy Phạm Du, tiến sĩ và bạn hương niên với ta vô tình mà phải tống tử tại đảo Côn Luân. Phúc tướng như cụ Đỗ Văn Tâm, tổng đốc Hải Dương, nửa đêm quan toàn quyền tiếp báo, tức thì đến tỉnh, đòi đem cụ ra pháp trường hành hình”.Năm 1913, Tuần phủ Nguyễn Duy Hàn bị ám sát bằng tạc đạn ở cửa dinh, Phạm Văn Thụ ghi: “Năm 1913, mùng 6 tháng 2 Quý Sửu, tỉnh Thái Bình phát sự tạc đạn, cụ tuần Hành Thiện Nguyễn Duy Hàn bị hại. Ta phải đổi về chịu lấy gánh nặng, chối từ không được. Thầy tớ cũ phần nhiều lo thay cho ta. Vì tạc đạn đã lâu chỉ thấy đồn, chưa ai biết rõ hình dạng nó thế nào. Đột nhiên, một tiếng thực như sấm dậy đất bằng, ai cũng choáng váng. Vậy mà ta khổ tâm đối phó, nhất ngôn nhất động, may trúng cơ nghi...”Mùa nước năm ấy (Quý Sửu 1913), đê Phú Chử huyện Thư Trì bị vỡ, mấy huyện bị lụt, công sứ Perret tự tử. Sau nạn lụt lớn này, Phạm Văn Thụ làm bài thơ song thất lục bát gần một trăm câu để uý lạo đồng bào.Vụ Pháp truất ngôi vua Thành Thái, khi đó ông đương quyền Tuần phủ. Một hôm phó sư Dupuy hỏi ông: “Không biết những khi phế lập lễ nghi như thế nào? Còn lúc định rước xuống thuyền, đem ngài sang Tây, ngộ ngài không chịu thì xử trí làm sao?”Ông cảm động ứa nước mắt mà trả lời: “Đã sinh biến phế lập, còn có lễ nghi gì?...Tôi trộm nghe đức Thành Thái sở dĩ sinh điên, cũng chỉ vì có thông minh mà vô sở dụng. Nhà nước muốn đem sang Tây tưởng nên dùng cách êm ả để ngài đỡ chứng uất... Rồi lại để ở chỗ đức Hàm Nghi, đãi lấy Vương lễ. Mà rước đức Hàm Nghi về chấp chính, thực có phúc cho nước Nam tôi”...Tất nhiên, bọn quan cai trị Pháp chỉ nói lấy lòng quan lại nước ta vậy thôi, không khi nào chúng dám đưa vua Hàm Nghi về thay vua Thành Thái. Thế mà thân hào Thái Bình vẫn làm đơn, có hàng trăm chữ ký, xin rước vua Hàm Nghi về chấp chính. Một hôm ông và quyền án sát Trần Thiện Kế đến Hội Nam Phong, tại nhà cụ tuần Luật Trung đông đủ các cụ đại lão. Cụ Khâm Nhân Mục nói: “Chà chà! Thái Bình giỏi nhỉ. Xin rước đức Hàm Nghi về làm vua à?”Cuối năm ấy đúng 30 tết, ông Phan Chu Trinh cùng ông Đinh Dụng Hưởng cưỡi ngựa ở huyện Mỹ Lộc sang chơi. Ông tiễn ông Đinh Dụng Hưởng về Ninh Bình, còn ông Phan Chu Trinh ở lại ăn tết với ông một tuần lễ. Đêm nào cũng nói chuyện đến khuya. Ông Phan nói: “Thời cục này, tất phải thi hành chính thể dân chủ mới tiến hoá được...”. Sau cụ Nguyễn Thượng Hiền lấy tình niên bảng cứ chủ nhật thường sang trò chuyện, nào là ông Phan Chu Trinh, ông Nguyễn Sinh Huy có tiếng chí sĩ cũng hay vãng lai giao du. Thứ nhất can hệ là cổ động rước đức Hàm Nghi. Vì thế nhà nước dùng cách ky mi (trói buộc-PĐD) cốt đem ta lên phủ Thống Sứ để tiện phòng thám những chốn ẩn vi của ta hành động”.Về việc ông Hoàng Tăng Bí bị Pháp tình nghi, ông nói: “Ông Hoàng Tăng Bí đỗ trẻ, sẵn lòng nhiệt hiểu, cảm ngộ lời hiểu của quan toàn quyền, định đổi tư tưởng về đường thực nghiệp. Ông Hoàng đi khắp các nơi diễn thuyết lập hội buôn bán nội hoá, hiệu là Hội Đông Thành Xương... Nói cho phải, giá bắt lỗi ông Hoàng Tăng Bí vào luật “Khi trá quan tư thủ tài” (dối trá việc công việc tư để giữ tiền bạc của người khác – PĐD) thì đúng, chứ bắt vào luật “mưu phản” thì rất oan”.       Đàn Viên ký ức lục còn ta ta biết khá tường tận về việc hoạt động của nghĩa quân Bãi Sậy do Nguyễn Thiện Thuật làm thủ lĩnh và việc thực dân Pháp đối phó với quan quân Đề Thám ở Yên Thế như thế nào.Tháng 6-1926, sau nhiều lần đề nghị, Phạm Văn Thụ được nghỉ hưu. Tuy vậy mỗi khi có cuộc bạo động nào, các quan lại Pháp cũng thỉnh cầu hỏi ký kiến ông. Thí dụ, vụ nghĩa quân đánh huyện Phụ Dực và Vĩnh Bảo. Tri huyện Hoàng Gia Mô bị hạ sát. Mô là con Hoàng Mạnh Trí. Mô gọi Hoàng Trọng Phu là chú. Tính Mô kiêu ngạo và rất tàn nhẫn. Bọn Pháp cai trị định nghiêm trị dân Cổ Am, nhưng Phạm Văn Thụ can ngăn. Mặc dầu vậy, Thống sứ Robin vẫn cho ném bom làng Cổ An.Mấy năm nghỉ hưu, bên cạnh việc thăm thân hữu đôi bên nội ngoại, phần nhiều ông dành thời gian viết tập hồi ức, công phu, tỉ mỉ, chân thực này. Bản thảo được cử nhân Bùi Lương, con rể cả ông phiên ra quốc ngữ. Toàn bộ bản quốc ngữ do Phạm Văn Thảo, con trai cả ông đóng thành mấy tập để gia đình giữ làm vật gia bảo.Phạm Văn Thụ về hưu được hơn bốn năm, ngày 12 tháng 6 Canh Ngọ (7-7-1930) ông bị bệnh đột ngột rồi mất tại quê nhà, thọ 65 tuổi.       Đàn Viên ký ức lục là tập tư liệu rất quý. Ngoài việc phản ánh nhiều sự kiện chính trị quan trọng ở các tỉnh phía Bắc, ở triều đình Huế suốt hơn 30 năm Phạm Văn Thụ làm quan, nó còn cho chúng ta hiểu nhiều tập tục cả tốt và xấu của xã hội nông thôn phía Bắc nước ta thời kỳ thuộc Pháp. Tự nội dung tập tư liệu cũng cho chúng ta thấy tinh thần yêu nước của nhân dân và sĩ phu cùng thủ đoạn cai trị của hàng loạt quan lại Pháp và những tên Việt gian khoác áo quan lại những năm cuối thế kỷ XIX đầu thế kỷ XX.

## Ghi công
Có một thời gian dài, ông Phạm Văn Thụ bị xếp vào hàng ngũ những người "tiêu cực", là người "có vấn đề", vì ông từng làm việc ở Sở Liêm phóng, và từng có mối quan hệ với Công sứ Darles và một số viên quan có tiếng là tàn ác.
Khoảng năm 2006, vấn đề trên lại bắt đầu được đặt ra, và công việc sưu tầm, xác minh tài liệu đã được các nhà nghiên cứu xúc tiến. Cuối cùng, tất cả các công trình nghiên cứu đều cho thấy ông là "một nhà văn hóa, một viên quan yêu nước, thương dân, giản dị và cương trực" .
Trong "Hồ sơ di tích của tỉnh Hưng Yên", công lao Phạm Văn Thụ đã được ghi nhận đại khái như sau:
-Trong quãng đời làm quan, ông đã tỏ ra là một người yêu nước, thương dân. Ông đã chú ý đến việc canh nông, việc đê điều, mở trường học, mở chợ, khai sông...
-Ông đã có dịp gặp gỡ các nhà yêu nước như Phan Chu Trinh, Nguyễn Thượng Hiền, Đinh Chương Dương, Nghiêm Xuân Quảng...; và đã đem tiền lương ủng hộ phong trào Đông Du. Nghi ngại, chính quyền Bảo hộ Pháp đã đề cử ông vào làm ở Sở Liêm phóng để dễ quản lý. Từ chối mãi không xong, ông chỉ nhận làm "chân đọc đơn từ" (1908-1910). Cũng chính nhờ vậy, mà ông đọc được nhiều đơn thư mật tố giác những người chống thực dân Pháp, và ông đã tìm cách cứu họ. Trong số người ông cứu thoát, có Nguyễn Hữu Cương, Chu Dưỡng Bình...và hàng trăm người liên quan đến khởi nghĩa Yên Thế (1884-1913) và vụ Hà thành đầu độc (1908).
-Ông cũng đã từng góp sức ngăn chặn mưu đồ của quân Pháp phá lăng Tự Đức để tìm vàng bạc, đồng thời ông cũng kiên quyết không cho họ phá đền Sóc Sơn (vì cho rằng đây là nơi liên lạc của nghĩa quân Yên Thế) và phá hủy Văn Miếu Thăng Long (để xây dựng bệnh viện).
-Ngoài việc sáng tác, ông cũng từng đề tựa và hiệu duyệt nhiều cuốn sách về lịch sử, về tôn giáo...
Ngày 23 tháng 10 năm 2006, chính quyền tỉnh Hưng Yên đã ký Quyết định số 2111 QĐ-UBND xếp hạng "di tích lịch sử văn hóa cấp tỉnh" cho khu mộ của ông .